# Harry Bild
Harry Sven-Olof Bild (18 de desembre de 1936 - 16 de gener de 2025) va ser un futbolista professional suec que jugava com a davanter. Va començar la seva carrera amb l'IFK Norrköping el 1956, i va representar el FC Zürich i el Feyenoord abans de retirar-se a l'Östers IF el 1973. Internacional absolut entre 1957 i 1968, va ser 28 vegades internacional i va marcar 13 gols amb la selecció sueca. El 1963, va ser guardonat amb el premi Guldbollen com el millor futbolista de Suècia de l'any.

## Carrera de club
Nascut a Växjö, va ser traslladat a l'IFK Norrköping durant la dècada de 1950. Es va fer professional amb el FC Zürich a Suïssa i amb el Feyenoord als Països Baixos, marcant 39 gols en 52 partits. Va tornar al seu país d'origen per unir-se a l'Östers IF el 1967 i va guanyar el títol nacional suec el 1968. Entre 1968 i 1973, va marcar 42 gols en 113 partits amb l'Östers.

## Carrera internacional
Bild va jugar 28 partits i va marcar 13 gols amb la selecció de futbol de Suècia i va guanyar el Guldbollen el 1963.

## Mort
Bild va morir de càncer el 16 de gener de 2025, als 88 anys.

## Palmarès
Individual
- Stor Grabb: 1962
- Guldbollen: 1963